# Paweł Świrski
Paweł Świrski (zm. 1649) – polski żołnierz, rotmistrz. Zginął w bitwie pod Zborowem. Właściciel zamku w Świrzu.
Poślubił Krystynę, córkę Walentego Jeziorkowskiego, miecznika podolskiego. Małżeństwo to było bezdzietne.
Po śmierci Pawła wdowa po nim wychodziła jeszcze czterokrotnie za mąż. Jej drugim mężem był Konracki (Kondracki), trzecim Mikołaj Zaćwilichowski, czwartym - Jerzy Wołodyjowski, a piątym - Franciszek Dziewanowski.
Krystyna była pierwowzorem postaci Basi Wołodyjowskiej, bohaterki powieści Henryka Sienkiewicza Pan Wołodyjowski. W tym dziele pada też nazwisko Świrskiego - pani Makowiecka wymienia go jako posesjonata z latyczowskiego, który puszczał się w zaloty do Basi, ale dał gardła na wojnie.